# Claire Denis
Claire Denis (París, Francia, 21 de abril de 1946) es una directora de cine y guionista francesa.

## Biografía
Denis nació en París y creció en diferentes colonias francesas (Burkina Faso, Senegal y Camerún)  y en Somalia donde su padre fue funcionario público.
Denis estudió economía, pero abandonó la carrera. Luego asistió al IDHEC, la escuela de cine francesa. Tras graduarse, trabajó como asistente de Jacques Rivette, Costa-Gavras, Jim Jarmusch y Wim Wenders. Desde 2002, Claire Denis es profesora de cine en la Escuela Europea de Graduados en Saas-Fee, Suiza.
Su debut fue en la película Chocolat (1988), una reflexión semiautobiográfica sobre el colonialismo africano, que le ganó aclamación de la crítica. Con películas tales como US Go Home (1994), Nénette et Boni (1996), Beau travail (1999), Trouble Every Day (2001) y Vendredi soir (2002), estableció una reputación como realizadora, que «ha podido reconciliar la lírica del cine francés con el impulso por capturar la imagen a menudo dura de la Francia contemporánea».
Es profesora en la European Graduate School, en Saas-Fee, Suiza.

## Filmografía

### Largometrajes
- Chocolat / Chocolate (1988)
- S'en fout la mort / No Fear, No Die (1990)
- U.S. Go Home (1994)
- J'ai pas sommeil / I Can't Sleep (1994)
- Nénette et Boni / Nenette and Boni (1996)
- Beau travail / Good Work (1999)
- Trouble Every Day (2001)
- Vendredi soir / Friday Night (2002)
- L'intrus / The Intruder (2004)
- 35 rhums / 35 Shots of Rum (2008)
- White Material (2009)
- Les salauds (2013)
- Un sol interior (2017)
- High Life (2018)
- Con amor y furia (2022)
- Stars at Noon (2022)

### Cortometrajes
- Keep It for Yourself (1991)
- Contre l'oubli / Against Oblivion (1991)
  - segment: Pour Ushari Ahmed Mahmoud, Soudan
- Tous les garçons et les filles de leur âge / All the Boys and the Girls of Their Age (1994)
  - segment: US Go Home (telefilme)
- À propos de Nice, la suite (1995)
  - segment: Nice, Very Nice
- Ten Minutes Older: The Cello (2002)
  - segment: Vers Nancy / Towards Nancy

### Documentales
- Man No Run (1989)
- Jacques Rivette, le veilleur / Jacques Rivette, the Watchman (1990)
- Vers Mathilde / Towards Mathilde (2005)
- The Breidjing Camp (2015)

## Premios y distinciones
Festival Internacional de Cine de Cannes
| Año  | Categoría   | Película        | Resultado |
| ---- | ----------- | --------------- | --------- |
| 2017 | Premio SACD | Un sol interior | Ganadora  |

Festival Internacional de Cine de San Sebastián
| Año  | Categoría       | Película  | Resultado |
| ---- | --------------- | --------- | --------- |
| 2018 | Premio FIPRESCI | High Life | Ganadora  |